# Surucuá-de-barriga-vermelha
O surucuá-de-barriga-vermelha (Trogon curucui) é uma espécie de surucuá que habita boa parte da América do Sul, incluindo a Colômbia, Bolívia, Paraguai, Argentina e Brasil. Tais aves chegama medir até 25 cm de comprimento, sendo que os machos possuem o alto da cabeça azul, pálpebras amarelas, dorso verde, cauda negra com faixas longitudinais brancas, enquanto as fêmeas têm o alto da cabeça e o pescoço cinzentos. Também são conhecidas pelos nomes de peito-de-moça e perua-choca.

## Subespécies
São reconhecidas três subespécies:
- Trogon curucui curucui (Linnaeus, 1766) - ocorre na região úmida do oeste do Brasil, Paraguai e Bolívia.
- Trogon curucui behni (Gould, 1875) - ocorre do leste da Bolívia até o sul do Brasil, Paraguai e norte da Argentina.
- Trogon curucui peruvianus (Swainson, 1838) - ocorre nas regiões sul e central da Colômbia até o Equador, Peru e noroeste do Brasil